# Amastus nebulosus
Amastus nebulosus is een beervlinder uit de familie van de spinneruilen (Erebidae). De wetenschappelijke naam van de soort is voor het eerst geldig gepubliceerd in 1986 door de Toulgoët.